# ده در ده
ده در ده یک فیلم مهیج بریتانیایی-آمریکایی محصول سال ۲۰۱۸ است. کارگردان این فیلم، سوزی اوینگ و ستارگانش لوک ایوانز و کلی رایلی هستند. فیلم‌نامه این فیلم توسط نول کلارک به رشته تحریر درآمده است و از طریق شرکت خود یعنی آنستاپبل انترتینمنت آن را تولید کرد.

## داستان
مردی (لوک ایوانز) صاحب یک گلفروشی (کلی رایلی) را می‌دزدد و او را در یک اتاق کوچک ده در ده اسیر می‌کند تا راز تاریکی از گذشته‌اش را فاش کند.

## بازیگران
- لوک ایوانز در نقش لوییس
- کلی رایلی در نقش کتی
- نول کلارک در نقش دنیس
- الیویا چنری در نقش الانا
- اسکای لوسیا دگروتلا در نقش سامر
- جیل وینترنیتس در نقش جن
- جیسون مازا در نقش افسر ویلند

## تولید
این فیلم در استودیوهای غرب لندن و آتلانتای جورجیا تهیه شد.

## بازخورد
این فیلم در راتن تومیتوز، بر اساس ۹ نقد تاییدیه ۶۷ درصدی و نمره متوسط ۵٫۰۵ از ده را گرفت. نول موری از لس آنجلس تایمز بازی‌ها و چرخش‌های کار را تحسین کرد ولی قسمت‌هایی از داستان را زیر سؤال برد.